# Mars et Vénus (Fontana)
 (mai 2025).
Pour les articles homonymes, voir Mars et Vénus.
Mars et Vénus est un tableau réalisé en 1595 par la peintre italienne Lavinia Fontana. De format vertical, cette huile sur toile est une peinture mythologique qui montre Mars touchant de sa main droite la fesse gauche de Vénus, comme lui assise nue sur un banc installé le long d'un lit où dort le petit Cupidon. La déesse de l'amour et de la beauté se retourne pour lancer son regard vers le spectateur, une fleur à la main. Propriété de la Fundación Casa de Alba, l'œuvre est conservée au palais de Liria, à Madrid, en Espagne.